# Conselheiro Pena (kommun)
Conselheiro Pena är en kommun i Brasilien.   Den ligger i delstaten Minas Gerais, i den sydöstra delen av landet, 800 km sydost om huvudstaden Brasília. Antalet invånare är 22 232.
Följande samhällen finns i Conselheiro Pena:
- Conselheiro Pena

Omgivningarna runt Conselheiro Pena är huvudsakligen savann. Runt Conselheiro Pena är det ganska glesbefolkat, med 28 invånare per kvadratkilometer.